# Протокольные предложения
Протокольные предложения — это исходные элементарные утверждения, описывающие то, что дано нам непосредственно в опыте. Другими словами, они образуют эмпирический базис науки, материалом для которого выступают наблюдения и эксперименты. Кроме того, протокольные предложения рассматриваются как предел логического анализа языка науки, сведение к которому необходимо для установления истинности любого содержательного утверждения о мире в результате его эмпирической проверки.
Предпосылкой к концепции протокольных предложений послужило понятие «атомарных предложений», введённых Людвигом Витгенштейном в Логико-философском трактате. Позднее, логические позитивисты, в том числе, представители Венского кружка, истолковав «атомарные предложения» в свете сенсуализма, эмпиризма и феноменализма, выдвинули идею «протокольных предложений». Протокольные предложения пережили два этапа трактовки представителями Венского кружка. Первый этап состоял в рассмотрении их в ключе феноменологического языка, обозначающего чистый опыт личных переживаний субъекта, выраженный от первого лица. На втором этапе протокольные предложения понимались как предложения физикалистского языка, выражающего личные психические переживания субъекта, выражаемые от третьего лица и направленные на избежание солипсизма. Позже, в 1930-е года многие представители логического позитивизма отказываются от понятия протокольных предложений. Так, например, одним из вариантов развития идеи протокольных предложений становится «вещной язык», призванный описать наблюдаемые человеком свойства и отношения окружающего мира.
Наиболее резкую критику концепции протокольных предложений в своих работах давал Карл Поппер, утверждая, что опыт никогда не может действительно убедить человека принять то или иное утверждение. В рамках современной методологии науки рассуждения о достоверности опыта уже окончательно потеряли реальный смысл, так что в настоящее время концепция протокольных предложений представляет, преимущественно, исторический интерес.

## Бертран Рассел и Людвиг Витгенштейн
Британского философа, логика и математика Бертрана Рассела и его ученика, австрийского философа Людвига Витгенштейна, можно назвать одними из начинателей обсуждения идеи протокольных предложений. Стоит отметить, что включение Витгенштейна и Рассела в дискуссию о протокольных предложениях было бы поспешным обобщением. Эти философы, особенно Бертран Рассел, развивали в своих работах концепцию логического атомизма. В частности, Рассел писал об атомарных предложениях, которые трактовал как предложения, фиксирующие непосредственный опыт. Это определение достаточно близко к тому, что представители Венского кружка понимали впоследствии под протокольными предложениями. В своей работе «Философия логического атомизма» Рассел приводит следующее объяснение своей концепции логического атомизма:

Причина, по которой я называю свое учение логическим атомизмом, состоит в том, что атомы, которые я хочу получить как конечный результат анализа, являются логическими, а не физическими. Некоторые из них будут представлять собой то, что я называю ‘партикуляриями’ [‘particulars’] — преходящие предметы, такие как небольшие пятна цвета или звуки, а некоторые будут предикатами или отношениями и т. д. Дело в том, что атом, который я хочу получить, это атом логического, а не физического анализа.
— Б. Рассел «Философия логического атомизма»
Что же касается Витгенштейна, он в «Логико-философском трактате» не даёт эмпирической трактовки атомарных предложений. Философ предлагает рассматривать их как сцепление простых имен, находящееся в изоморфном отношении со сцеплением простых объектов. Именно поэтому можно сказать, что, хотя в работах Витгенштейна идея протокольных предложений, как таковых, ещё не фигурирует, тем не менее, ко времени возникновения дискурса среди представителей венского кружка, можно говорить об их общении с Витгенштейном и происхождении идеи протокольных предложений из многочисленных частных бесед с философом.
Вообще, сопоставляя позиции Рассела и Витгенштейна которые, в целом, составляют похожие концепции, можно выделить их принципиальное различие, состоящее в том, что Витгенштейна интересует, прежде всего, природа лингвистического символизма, то есть вопрос о том, как возникает возможность говорить о мире и его описывать. При том Витгенштейн в своих работах не пишет распространено о возможности познания атомарных фактов, как и почему это познание вообще может быть возможно. Рассел же вводит такие понятия, как чувственные данные и универсалии и допускает возможность непосредственного знакомства с атомами посредством такого способа познания, как знание-знакомство. В своей работе «Философия логического атомизма», он определят знание-знакомство как возможность непосредственного когнитивного контакта с миром. Именно этот контакт и позволяет человеку отображать в своих представлениях нечто, имеющее отношение к миру. Так, у Рассела, как и у Витгенштейна, существует параллелизм структуры мира и структуры языка, а также концепция истины, понимаемой, как структурный изоморфизм.
По Расселу, логический анализ, разлагающий знание, позволяет установить, из чего состоят атомарные предложения и как они между собой связаны. Так, атомарные предложения представляют собой простые неразложимые символы, которые Рассел, в отличие от Витгенштейна, выделяющего только имена, определяет в несколько групп. Иными словами, Рассел не рассматривает предложение как единицу значения. У него самостоятельным значением обладают те компоненты, из которых складывается пропозиция — логически собственные имена (logically proper names) и предикаты, выражающие свойства и отношения. Эта теория дескрипций Рассела призвана выявлять, что является полным и неполным символом. Здесь Рассел замечает, что логически собственные имена обладают важной особенностью, то, что они обозначают обязательно должно существовать, поскольку мы удостоверяется в этом непосредственно через факт знакомства (функцию имен и символов). Именно это Сёрл впоследствии называл аксиомой существования.

Символами являются те компоненты пропозиции, которые нам необходимо понять для того, чтобы понять эту пропозицию. Компоненты факта, который в зависимости от того, что имеет место, делает пропозицию истинной или ложной, являются значениями символов, которые нам необходимо понять для того, чтобы понять эту пропозицию.
— Б. Рассел «Философия логического атомизма»
Рассел предлагает концепцию однозначного, то есть лишенного двусмысленности, логически совершенного языка. Это язык похожий на язык логики, а именно предложенный им и Альфредом Нортом Уайтхедом в работе «Principia Mathematica» Главная его особенность и превосходство, причина, по которой философы должны на него опираться, состоит в том, что он позволяет точно фиксировать логическую форму, что необходимо для Расселовского допущения о познаваемости мира и присутствии истины в нём.

## Дискуссия о протокольных предложениях внутри Венского кружка
Следуя идеям европейских ученых, а также логическим работам Бертрана Рассела и Людвига Витгенштейна, члены Венского кружка поставили своей целью показать, что осмысленные выражения сводятся а) к эмпирическим высказываниям; б) к тавтологиям. Однако характер и результаты процесса такого сведения получились весьма различными.
Логические позитивисты принимали за норму всякого знания, знание научное, при этом осмысленными выражениями, по их мнению, являлись лишь эмпирические высказывания и тавтологии. При помощи обращения к искусственным языкам они надеялись исправить неточности и двусмысленности, возникающие в языке обыденном. И хотя они преследовали одну цель, внутри логического позитивизма можно выделить две группы, отличающиеся друг от друга в вопросе о природе базисных эмпирических высказываний, которые и получаются в результате проводимого анализа:
- Феноменалистические теории, где в качестве базисных высказываний выступают высказывания, выражающие чувственный опыт.
- Физикалистские теории, где в качестве базисных высказываний выступают высказывания, выражающие наблюдения физических объектов .

Изначально большинство представителей Венского кружка, следуя Расселу, придерживались феноменологического подхода. Однако в дальнейшем большинство из них изменило свои взгляды.

### Мориц Шлик
Проблема «протокольных предложений», их структуры и функции есть новейшая форма, в которую философия, или скорее решительный эмпирицизм наших дней, облекает поиски последнего основания познания.
— М. Шлик «О фундаменте познания»
Одним из признанных лидеров Венского кружка был Мориц Шлик, он придерживался теории феноменалистического анализа языка. Изначально такой подход, рассматривающий предложения, которые выражают непосредственный чувственный опыт, как окончательное оправдание всех фактических высказываний, был принят всеми членами Венского кружка, но это длилось не очень долго. И когда другие философы обратились к физикализму, Шлик был последним, кто продолжал отстаивать данный подход.
Физикализм в попытке обеспечить твердые объективные основания для науки в качестве основных принимает протокольные высказывания вида: «N. N. наблюдал такой-то объект в такое-то время и в таком-то месте». Однако Шлик указывает на то, что между этим высказыванием и самим объектом остаётся место для ошибки. И выдвигает идею о том, что, для того чтобы протокол был максимально достоверным на месте N.N. стоял я сам, хотя и в этом случае остаётся шанс того, что между свершением конкретного события и его протоколированием может закрасться искажение. Физикализм говорит о необходимости в согласованности протоколов с положениями, которые уже были ранее установлены. Однако, Шлик замечает, что в согласованности нет никакого смысла, если до этого мы не установили нечто твердо. Иначе возникает возможность того, что согласие установлено касательно некого ложного утверждения. Но, пишет Шлик "в любом случае, независимо от того, какую картину мира я рисую, я всегда буду проверять ее истинность в терминах моего собственного опыта. Я никому и никогда не позволю отнять у меня эту опору: мои собственные предложения наблюдения всегда будут последним критерием. И я буду восклицать: «Что я вижу, то я вижу!»
Шлик считает, что предложения, описывающие непосредственный опыт, сложно подвергнуть сомнению, поэтому структура науки должна быть основана на предложениях, содержащих в своей форме «здесь, теперь, то и то». А также Шлик говорит о необходимости связи общих определений в словах с указаниями или жестами: «общим для всех этих утверждений является то, что в них входят демонстративные термины, имеющие смысл прямого жеста то есть правила их употребления учитывают, что при построении предложений, в которых они встречаются, имеется некоторый опыт и внимание направленно на что-то наблюдаемое». Таким образом, он говорит, что отказывается от того, что другие представители Венского кружка называли «протокольными предложениями» и обращается к непосредственным «предложениям наблюдения», стимулирующими процесс построения знания, он называет их «констатациями». Примеры таких предложений выглядят так: «здесь и теперь линии пересекаются» и «здесь и теперь красное соседствует с голубым».
«Констатации» это несомненно истинные синтетические предложения, которые являются опорой для построения знания. Важно заметить, что они не являются собственно научными предложениями, а лишь стимулами для их построения. Поскольку научное предложение является гипотезой и может быть отвергнуто, что немыслимо для основания всего знания. Шлик утверждал, что несомненное знание может быть выражено только в высказывании, которое кто-то делает о своём непосредственном опыте. Также в отличие от протокольных предложений, «констанции» не могут быть записаны как простые предложения и что они верны только в конкретный момент — в тот момент, когда они устанавливаются.
Главная проблема «констанций» заключается в том, что они являются солипсистскими. Во-вторых, возникает вопрос об их способности к предсказанию, ведь предложения описывающие непосредственный опыт, трудно практически невозможно сформулировать как раз из-за того, что к моменту, когда они сформулированы, этот опыт оказывается для нас уже прошедшим Таким образом, они едва ли могут служить подтверждением научных гипотез или теорий, ведь те являют собой именно предсказания о будущих событиях.

### Рудольф Карнап
В поиске того, что позднее получит название «протокольных предложений», к которым бы сводились все остальные предложения науки, Карнап изначально отводил принципиальную роль логике. Он стремился построить формальный язык со строго заданной логической структурой, который бы содержал строгое определение процедур сведения, а также был бы универсальным для описания всех эмпирических явлений. Изначально, придерживаясь ещё феноменалистического подхода, в своей книге «Логическое построение мира» (Der logische Aufbau der Welt, 1928), Карнап предлагает сводить все понятия к элементам индивидуального чувственного опыта, называя свою позицию «методологическим солипсизмом». Фундаментальные элементы системы он трактует как некие «сечения» потока восприятий, единицы опыта, которые далее невозможно анализировать. Однако из-за критики со стороны О. Нейрата, Карнап вскоре признает, что феноменалистский язык не пригоден для логической реконструкции системы знания. Основными элементами критики выступало указание на индивидуальный характер опыта такого языка, что напрямую противоречит общезначимости научного знания, а также препятствует возможности коммуникации и верификации.
Ввиду необходимости преодолеть опасность солипсизма и учесть момент интерсубъективности при рассмотрении эмпирического, логические позитивисты вводят термин физикалистский язык. При таком рассмотрении протокольные предложения обозначали психические переживания субъекта, взятого в третьем лице. Например: «Карл был гневен вчера в полдень».

Наука есть система предложений, которые устанавливаются под руководством опыта. Однако эмпирическая проверка относится не к отдельному предложению, а к системе предложений или к частичной системе. Проверка опирается на «протокольные предложения». Под ними понимают такие предложения, которые содержат первоначальные протоколы, скажем, физика или психолога.
— Р. Карнап «Физикалистский язык как универсальный язык науки»
В попытках преодолеть эти противоречия Карнап в статье «Физикалистский язык как универсальный язык науки» (Die physikalische Sprache als Universalsprache der Wissenschaft, 1931—32), исходит из того, что наука — это система утверждений, построенных на «примитивных протокольных предложениях», которые описывают опыт наблюдений. Они описывают только то, что непосредственно дано, и поэтому не нуждаются в дальнейшем обосновании. Он называет язык, фиксирующий непосредственный опыт индивида — «монологическим протокольным языком». Там же он выдвигает концепцию физикалистского языка, который выступал в роли посредника между множественными монологическими языками. В стремлении показать, что психологические термины можно описать на базе физического словаря Карнап опирается на бихевиоризм и трактует восприятие как физиологическое состояние. Эта статья стала отправной точкой основной дискуссии о протокольных предложениях, этот термин он также вводит в ней.
Итогом дискуссии о «протокольных предложения», стало усовершенствование Карнапом своей трактовки физикализма, которую он формулирует в статье «Проверяемость и значение» (Testability and Meaning, 1936—37), где пересмотрев процедуры сведения к протокольным предложениям, предлагает концепцию «вещного языка». Предложения такого языка ставили своей целью описание «вещей» — наблюдаемых физических объектов, а также их видимые свойства.

### Отто Нейрат
Если на начальном этапе деятельности Венского кружка принцип верификации предложений представлялся как соотнесение высказываний с непосредственными чувственными данным, то в дальнейшем эта концепция была отвергнута. Во многом переходу от такой корреспондентской теории истины к когерентной теории поспособствовала дискуссия о протокольных предложениях между Р. Карнапом и О. Нейратом. Оба они в итоге отвергли изначальные концепции Венского кружка, говоря о том, что верификация научного предложения должна происходить из сравнения этого предложения с другими предложениями.
Первым такую концепцию выдвинул именно Нейрат. Он полагал, что протокольные предложения не имеют каких-либо преимуществ в сравнении с другими. Их опора на чувственные данные не делает их абсолютно достоверными, также они не могут выступать и в качестве критерия истинности. Критерий истинности есть непротиворечивость утверждений науки. Нейрат утверждал, что протокольные предложения становится таковыми не из-за сравнения с опытом наблюдателя или материальными вещами, а только при сравнении друг с другом. Любое предложение, если оно не противоречит другим предложениям внутри некой науки, а также в зависимости от задач конкретного исследования, может быть обозначено как протокольное с согласия между учеными. Вопрос о том, как именно это соглашение должно происходить остаётся за самими учеными.
Такая точка зрения была решительно отвергнута другими позитивистами, например Шликом и Айером. По их мнению, выделение протокольных предложений с помощью такого синтаксического метода неверно является отказом от эмпиризма.
Придерживаясь точки зрения радикального физикализма, Нейрат стремился обосновать возможность единого унифицированного языка науки, который бы своей основой имел язык физики и математики. Чтобы такой язык смог обеспечить единство научного знания, устанавливал логические связи между науками, а на его основе можно было выработать общую методологию, проанализировать основные понятия и разработать классификацию наук.

Протокольные предложения являются реальными предложениями, имеющими ту же языковую форму, что и другие реальные предложения, но вдобавок включающими в себя имя некоторого лица в определённой связи с другими терминами.
— О. Нейрат «Протокольные предложения»
В качестве полного протокольного предложения Нейрат приводит такой пример: «Протокол Отто в 3 часа 17 минут: [Мысль Отто в 3 часа 16 минут была такова: (В 3 часа 15 минут в комнате находился воспринимаемый Отто стол)]». В форме протокольного предложения должны содержаться имя наблюдателя, а также запись акта его наблюдения.
Нейрат отмечал, что протокольные предложения разных наблюдателей могут конфликтовать друг с другом, тогда один или несколько протоколов должны быть отвергнуты. То же самое в прочем касалось и протоколов одного и того же наблюдателя, но зафиксированных в разное время. Но нельзя отвергать что-то просто так. В качестве цели науки Нейрат выдвигал концепцию её согласованности, а точнее создание согласованной системы предложений. Однако, никакое из этих утверждение не должно рассматриваться как некое абсолютное основание других. К идее когерентной истины в её эпистемологической и социоисторической форме Нейрат приходит в работах 1930-х гг, например в «Протокольных предложениях», 1932-33). Там же он фактически отказывается от идеи протокольных предложений, как непогрешимых базисов науки, рассматривая принятие или отвержение научных предложений в конечном счете из принципа осуществляется согласованности и полезности внутри каждой из них. Во многом такая позиция стимулировала поздние работы Т.Куна и его концепцию научных парадигм, а также послужила основанием для исследований Куайна.

### Альфред Джулс Айер
Ещё одним философом, который, хотя формально и не был членом Венского кружка, но близко сотрудничал с ними и разделял их взгляды был англичанин Альфред Дж. Айер. В начале 30-х годов Айер посетил Вену, где посещал заседания Венского кружка. Он застал как раз тот период, когда основной темой обсуждения внутри кружка был спор о протокольных предложениях. В споре о том, на каком языке должны выражаться результаты наблюдений, Айер принимает позицию Шлика и его феноменалистический язык. Этот выбор во многом определил его дальнейшее мировоззрение как философа. По возвращении на родину Айер пишет свою книгу «Язык, истина и логика»(1936).
В попытке соединить идеи логических позитивистов с британским эмпиризмом и аналитикой, основной темой своей книги «Язык, истина и логика» Айер делает принцип верификации. Верификация выступает у него как критерий осмысленности высказываний, сам принцип получает феноменалистическую трактовку. Он выступает с концепцией эмпирических высказываний как эмпирических гипотез. Значение высказывания зависит от наблюдаемого содержания, которое в свою очередь основано на чувственном содержании, то есть непосредственными данными восприятия, как внешними, так и интроспективными. Айер различает строгую и слабую верификации, а также вводит различия между верифицируемостью на практике и верифицируемостью в принципе.
Суждения первого типа можно проверить на практике, если бы у говорящего появились сомнения в их истинности. Суждения же второго типа нельзя верифицировать на практике, потому что у нас нет таких доступных практических средств для этого, однако, мы можем точно описать, какие наблюдения нам бы понадобились. Айер приводит пример с суждением о существовании гор на обратной стороне луны. Мы знаем, как можно это верифицировать, но ракеты, доставившей бы нас обратную сторону луны, ещё не построили. Суждение верифицируемо в сильном смысле, если его истинность может быть окончательно установлена в опыте. А в слабом, если опыт даёт лишь вероятностную оценку его истинности. Айер признает лишь последнюю, слабую трактовку термина верифицируемости, потому что истинность общих суждений «никогда не может быть достоверностью установлена конечной серией наблюдений», ведь мы не можем охватить всю бесконечность случаев, их включающих. Также возникает проблема с сильной верифицируемостью и исторических высказываний, потому что какими бы очевидными они ни были их истинность всегда будет лишь вероятно высокой. Именно поэтому истинность не может быть установлена окончательно, но лишь гипотетически. По этой же причине Айер отвергает принцип фальсификации, поскольку окончательное опровержение гипотез не более возможно, чем окончательное их утверждение.
Таким образом слабая верификация — это вопрос о том, «соответствовали ли какие-либо наблюдения определению его истинности или ложности», если ответ отрицательный, значит высказывание бессмысленно.

## Критика Карла Поппера
Австрийский и британский философ Карл Поппер в контексте дискуссии о протокольных предложениях выступает с предложенной им эпистемологической теорией — критическим рационализмом, что открывает возможности для взгляда на указанную выше дискуссию в совершенно ином ключе. Следует начать с того, что Поппер критикует саму идею протокольных предложений. Поппер противопоставляет теорию эмпирическим выражениям. Совокупность всех возможных эмпирических или «базисных» предложений он называет эмпирической основой науки. В неё входят и противоречащие друг другу базисные предложения, поэтому её нельзя отождествить с языком истинных протокольных предложений. Научная теория, по Попперу, может быть выражена совокупностью общих утверждений, которые можно представить в виде запрета на существование некоторых фактов или утверждающие ложность определенных базисных утверждений, составляющих эмпирический базис, который упоминался выше. Такие предложения вида «неверно, что А» Поппер называет «потенциальными фальсификаторами». В качестве фальсификатора они выступают, когда оказываются истинными высказываниями, а значит, противоречат теории вообще, следовательно, она отвергается. Так, Поппер даёт определение фальсифицируемой теории: «Теория фальсифицируема, если класс ее потенциальных фальсификаторов не пуст».
Именно поэтому, верификационаистский подход в корне не устраивал Поппера. На его взгляд, научность теории придает ее опровержимость, а те теории, что неизменно в любых ситуациях находят лишь подтверждения своим положениям носят статус псевдонаучных теорий, будь то марксизм, астрология или психоанализ. Здесь мы сталкиваемся с ещё одной важной проблемой, которую выделяет Поппер в своих работах — проблему демаркации, то есть определения критерия, который позволил бы четко отделить научное знание от псевдонаучного. Этим критерием, по Попперу и может выступить критерий фальсифицируемости.

Таким образом, проблема, которую я пытался решить, выдвигая критерий фальсифицируемости, не была ни проблемой осмысленности, или наличия значения, ни проблемой истинности или приемлемости. Это была проблема проведения границы (насколько это возможно сделать) между высказываниями или системами высказываний эмпирических наук и всеми другими высказываниями — религиозными, метафизическими или просто псевдонаучными. Несколькими годами позже — приблизительно в 1928 или 1929 году — я назвал эту первую мою проблему «проблемой демаркации». Решением этой проблемы является критерий фальсифицируемости, говорящий, что для того чтобы считаться научными, высказывания или системы высказываний должны быть способны вступать в конфликт с возможными, или мыслимыми, наблюдениями.
— Карл Раймунд Поппер. Предположения и опровержения. Рост научного знания
Логические позитивисты, заботясь о верификации утверждений науки, искали для них обоснования на эмпирических данных. Карл Поппер также исходил из опыта, но ставил целью абсолютно другую задачу — опровергнуть теорию с помощью положений опыта. Так, фальсифицируемость можно назвать эмпирической опровержимостью: «Для эмпирической научной системы должна существовать возможность быть опровергнутой опытом».
Здесь можно заметить оригинальность взгляда Поппера относительно представителей Венского кружка: будучи согласным с тем, что задача ученого приблизиться к истине, он считает недостижимой истину как цель. Он утверждает, что научные теории выдвигаются в процессе приближения к истине и представляют собой догадки и предположения, которые невозможно верифицировать, а можно только опровергать, то есть, фальсифицировать и затем отбрасывать, как непригодные для построения теорий.
Здесь, по Попперу, проявляет себя ещё одна проблема верификационизма, а именно, проблема его индуктивности: верификационизм предполагает последовательное накопление знаний и поэтому не может дать никакого обобщающего суждения. Поппер отказывается от индукции как от метода науки, называя её выводом, опирающимся на множество наблюдений, мифом, и предлагает метод проб и ошибок (его, впрочем, нельзя полностью отождествить с методом предположений и опровержений), который, очевидно, тесно связан с критерием фальсифицируемости.

Допустим, что мы обдуманно поставили перед собой задачу жить в нашем, неизвестном для нас мире, приспосабливаться к нему, насколько это для нас возможно, использовать те благоприятные обстоятельства, которые мы можем встретить в нём, и объяснить его, если это возможно (нельзя заранее предполагать, что это так) и насколько это возможно, с помощью законов и объяснительных теорий. Если мы выполняем эту задачу, то у нас нет более рациональной процедуры, чем метод проб и ошибок — предположений и опровержений: смелое выдвижение теорий, стремление сделать всё возможное для того, чтобы показать ошибочность этих теорий, и временное их признание, если наша критика оказывается безуспешной. …<…>… Метод проб и ошибок нельзя, конечно, просто отождествлять с научным и критическим подходом — с методом предположений и опровержений. Метод проб и ошибок применяется не только Эйнштейном, но — более догматически — даже амёбой. Различие заключается не столько в пробах, сколько в критическом и конструктивном отношении к ошибкам, которые учёный намеренно и добросовестно стремится обнаружить для того, чтобы опровергнуть свои теории с помощью найденных аргументов, включая обращение к наиболее строгим экспериментальным проверкам, которые позволяют ему осуществить его теории и его собственная изобретательность.
— Карл Раймунд Поппер. Предположения и опровержения. Рост научного знания
Кроме того, важно отметить, что Поппер не видит перспективы накопления научного знания, а говорит о сменяемости теорий и отбрасывании старых, как непригодных для дальнейшего пользования. Прогресс же он видит не в самом процессе сменяемости теорий, но в обнаружении новых проблем, порождаемых ей. С них, на взгляд Поппера, и начинается наука: именно для разрешения проблем мы обращаемся к построению теорий вообще.

## Позиция Уилларда Ван Ормана Куайна
Одним из главных критиков концепции неопозитивизма можно назвать Уилларда Ван Ормана Куайна, американского философа, логика и математика. Так, в 1951 году в своей работе «Две догмы эмпиризма», он подверг сомнению два важных положения логического позитивизма. Первое из них — критерий разделения предложений языка науки на синтетические, основанные на дополнительных сведениях и фактах, и аналитические, исходящие исключительно из содержания понятий. Второе — это редукционизм, то есть сама возможность сведения предложений теории к предложениям наблюдения. В то же время Куайн отказывается опровергать верификацию, но делает существенное замечание о том, что проверке необходимо подвергать не отдельные гипотезы или положения, но всю теорию целиком. Действительно, чувственные высказывания о мире не имеют собственного запаса опытных импликаций. Лишь положения теории взятые целиком, могут давать доступные для проверки предсказания. Так, оценка одних эмпирических положений теории, по Куайну, непременно ведёт к переоценке всей теории в целом, поскольку он предлагает понимать её как единое «тело». Именно поэтому можно сказать, что аналитические истины, такие, например, как значения отдельных слов, существуют в непосредственной связи с истинами синтетическими, охватывающими практические следствия всей теории.

Наши высказывания о внешнем мире сталкиваются с трибуналом чувственного опыта не поодиночке, но исключительно в виде связного целого.
— Куайн У. Две догмы эмпиризма.
Так, специфику куайновского подхода к языку зачастую связывают с холистской и бихевиористской позициями. Ещё один важный момент взгляда Куайна на эмпиризм состоит в соотнесении его с натурализмом, сочетании эпистемологии, психологии и лингвистики. В своей работе «Натурализованная эпистемология», среди прочего, Куайн утверждает «банкротство» прежней эпистемологии и предлагает понимать её как раздел психологии, естествознания, изучающий непосредственно физический человеческий субъект. Так, протокольные предложения Куайн предлагает трактовать как предложения наблюдения, относительно которых все носители языка определённого языкового сообщества делали бы согласованный вердикт.

Предложением наблюдения является такое, которому все говорящие на данном языке выносят одну и ту же оценку при одинаковых стимулах. Выражая это соображение отрицательно, можно сказать, что предложение наблюдения есть предложение, которое нечувствительно к различиям в прошлом опыте в рамках языкового сообщества.
— Куайн У.В.О. Слово и объект.
В свою очередь, критерием членства в сообществе, отличающемся согласованным вердиктом относительно предложений наблюдения, можно назвать степень беглости общения его членов, общую плавность диалога. Таким образом, то, что считается предложением наблюдения для сообщества ученых, не всегда будет считаться таковым для более широкого сообщества. Ещё одной важной чертой, отличающей предложения наблюдения является их стабильность и статус минимально верифицируемых совокупностей, наличие собственного эмпирического содержания. Следовательно, как только исследователь выходит за пределы предложений наблюдения, значение совокупности предложений теории перестает иметь применение к отдельным предложениям.

## Традиция отказа от протокольных предложений
Современные философы науки не придерживаются четкого разграничения теоретического языка от языка наблюдения в науке. По этой причине дискуссия о достоверном базисе науки, основном лишь на чувственных данных теряет свой смысл и представляет интерес лишь как историческая концепция.

Различие, которое некогда привлекало большое внимание, теперь совершенно потеряло значение, это различие между терминами наблюдения и теоретическими терминами.
— Фейерабенд П. Против метода

### Уилфрид Селларс
Американский философ-аналитик Уилфрид Селларс одной из главных проблем видел преодоление неопозитивистского разрыва между реализмом и эмпиризмом. Уйти от крайности эмпирического фундаментализма Селларс предлагает посредством развенчивания мифа данного, согласно которому основой знания являются первичные «данные» ощущения, приобретаемые в процессе непосредственного взаимодействия с окружающим миром. Селларс же утверждает, что ощущения и восприятия становятся «данными» только будучи поняты в рамках определённой концептуальной схемы. Этих схем он выделяет две. Каждая из них предполагает интерпретацию сквозь определённый языковой каркас, сквозь который люди могут наблюдать мир. Первый каркас можно определить как каркас «здравого смысла». В нём мир изображается как совокупность человеческих восприятий, множество образов повседневного опыта. В то же время Селларс отмечает, что этот каркас «неадекватен истинному положению дел и не может выступать в качестве совокупности всех реально существующих вещей». Второй предлагаемый Селларсом каркас — каркас научных теорий. Уже посредством них формируются образы, в которых отражается реальность как таковая. Если образы каркаса «здравого смысла» можно сравнить с кантовскими феноменами, то теоретические научные каркасы описывают ноумены.

В этом и состоит замысел Селларса: метафизическое постулирование онтологических сущностей вытесняется научным их постижением. Но этот замысел соединен с методологическим тезисом о детерминированности всякого знания языковым каркасом. И таким образом онтологическая проблематика оказывается в зависимости от принятой методологической установки
— В.Н.Порус. Рациональность. Наука. Культура
Разработкой этих критериев, по Селларсу, и должна заняться методология науки, чьей конечной целью было бы адекватное отображение реальных объектов и их свойств в научных образах.

### Норвуд Рассел Хэнсон
В своей работе «Patterns of Discovery» (1958) Хэнсон утверждает, что то, что мы видим и воспринимаем, это не чистые чувственные данные наших органов, а отфильтрованная информация. В качестве же такого фильтра выступают наши предубеждения и другой теоретический бэкграунд. В качестве иллюстрации он, например, приводил оптическую иллюзию «Моя жена и моя тёща», хотя изображение не меняется, на него можно смотреть с разных сторон. Логико-позитивистская концепция была настолько привязана к фундаментальной эпистемологической теории, что она искажала существенные факты психологии и истории идей. Используя идеи философии обыденного языка, истории науки и психологии, Хэнсон доказал, что на самом деле научное мышление и наблюдение всегда нагружены концептуальными и теоретическими элементами. Что ещё более важно, Хэнсон утверждал, что наука не была бы столь богатым и гибким инструментом, если бы она не была так нагружена теорией и предположениями. Глубокая концептуальная взаимосвязанность науки — это то, что, по его мнению, объясняет её эпистемическую силу и её нормативный характер. И если формалистская философия науки, представленная логическими позитивистами, стремилась навязать предмету науки чистую структуру формальных систем, то Хансон утверждал, что такое прокрустово ложе не только не помогает в понимании науки, но порождает бесполезные лингвистические парадоксы, которые отвлекают внимание от реальной науки.
Хотя в целом Хэнсон разделял позитивистское убеждение в том, что функция философии науки состоит в изучении и прояснении концептуальных основ науки, он полностью отверг их представления о нейтральности утверждений наблюдения по отношению к проверяемой теории. Любое утверждение наблюдения в науке теоретически нагружено, потому что делается в рамках определённого теоретического контекста. В некотором смысле Хансона можно рассматривать не столько как критика логического позитивизма, сколько как человека расширившего область концептуального анализа, включив туда, например, контекст открытия и концептуализации восприятия.

### Томас Сэмюэл Кун
Ещё один вариант критики догматического эмпиризма связан с понятием «историцизма» и работами Томаса Куна. В своей работе «Структуры научных революций» Кун утверждал, что на вопрос о критериях рациональности в науке способна ответить лишь её история. Тем не менее, научным признается то, что принято научным сообществом в данное время. Это Кун называет научной парадигмой. Каждая из них имеет свои собственные стандарты рациональности, которые неизбежно меняются, когда на смену старой парадигме приходит новая.
Томас Кун видел отличительной чертой науки её рациональность и никогда не ставил это под сомнение. Важный момент состоит в том, что рациональные критерии, на которые опираются ученые должны быть непроблематичными. Эти критерии и определяют образцы научной деятельности и представляют со собой «дисциплинарные матрицы». То знание, что им не соответствует, не рассматривается как рациональное.
Когда работа ученых перестает приносить желаемый успех, возникают основания для сомнения в действующей научной парадигме. Получив достаточные основания для критики существующей парадигмы, ученые, по Куну, имеют основание для выбора и установления новой научной парадигмы путем обращения к экстраординарной или революционной науке. Так, жизнь науки есть постоянное чередование спокойных периодов «нормальной науки», когда ученые, в основном, уверены в незыблемости принятых ими научных стандартов и периодов «экстраординарной науки», когда эта уверенность утрачивается.
Так, разграничение Куном «нормальной» и «экстраординарной» науки поднимали важные вопросы, касающиеся того, что такое научная рациональность, какую роль она играет в процессе накопления научного знания и какие возможные связи существуют внутри научного сообщества.

### Пол Карл Фейерабенд
Представители Венского кружка были прежде всего озабочены поиском протокольных предложений, поскольку хотели создать единый язык науки, который в свою очередь смог бы демонстрировать единство научного знания. Однако Пол Фейерабенд в своей книге «Против метода. Очерк анархистской теории познания» (1975) отстаивает концепцию эпистемологического анархизма, где выступает против каких-либо универсальных критериев истинности знания. В том числе, он говорит о том, что теориям одной области необязательно быть совместимыми между собой. Конкурирующие теорий несоизмеримы, поскольку, считает философ, их создание не зависит от результатов наблюдения и эксперимента, так что каждая из теорий опирается на опыт, который у каждой теории свой собственный — они не пересекаются. Также, опираясь на истинность научного знания, различные теории сравнить друг с другом просто невозможно. Все стандарты науки — это искусственные конструкции, которые отрицательно влияют на развитие научного знания, замедляя его рост.

Сегодня мы можем сказать, что Галилей стоял на правильном пути, так как его настойчивая разработка на первый взгляд чрезвычайно нелепой космологии постепенно создала необходимый материал для защиты этой космологии от нападок со стороны тех, кто признает
некоторую концепцию лишь том случае, если она сформулирована совершенно определенным образом содержит определенные магические фразы, называемые «протоколами наблюдения». И это не исключение, это норма: теории становятся ясными «разумными» только после того, как их отдельные несвязанные части использовались длительное время. Таким образом, столь неразумная, нелепая, антиметодологическая предварительная игра оказывается неизбежной предпосылкой ясности эмпирического успеха.
— Фейерабенд П. Против метода